# Katastrofa lotu TAROM 371
Katastrofa lotu Tarom 371 wydarzyła się 31 marca 1995 roku w Balotești w Rumunii. Samolot lokalnych linii TAROM – Airbus A310 „Muntenia”, lecący z Bukaresztu do Brukseli rozbił się kilka minut po starcie. W katastrofie zginęło 60 osób (50 pasażerów oraz 10 członków załogi) – wszyscy na pokładzie.

## Przyczyny katastrofy
Główną przyczyną katastrofy była awaria Airbusa. W maszynie doszło do niewłaściwego działania automatyki przepustnicy lewego silnika. Komputer automatycznie cofnął przepustnicę do położenia jałowego, co spowodowało gwałtowne obniżenie ciągu tego silnika. W związku z tym silnik miał za mało mocy, by utrzymać samolot w stabilnym locie podczas skrętu w lewo po starcie, przez co ten utracił siłę nośną i zaczął spadać. Podczas śledztwa wyszło na jaw, że kapitan, Liviu Bătănoiu, prawdopodobnie dostał zawału serca podczas lotu i stracił przytomność. Drugi pilot, Ionel Stoi, przeraził się stanem kapitana i nie monitorował przyrządów pokładowych, gdy samolot bardzo mocno przechylił się w lewo z powodu asymetrii ciągu lewego silnika. Maszyna przewróciła się na plecy i runęła na ziemię pod kątem 85 stopni. Airbus rozbił się na polu w pobliżu niewielkiej miejscowości Balotești, kilka kilometrów od Bukaresztu.

### Komisja badająca katastrofę podała jej powody.
- asymetria ciągu silników

- zasłabnięcie (lub utrata przytomności) kapitana samolotu

- brak odpowiedniej reakcji drugiego pilota na powstałą sytuację[1]

## Ofiary katastrofy
| Kraj              | Pasażerowie | Załoga | Razem |
| ----------------- | ----------- | ------ | ----- |
| Belgia            | 32          | -      | 32    |
| Rumunia           | 10          | 10     | 20    |
| Stany Zjednoczone | 3           | -      | 3     |
| Hiszpania         | 2           | -      | 2     |
| Francja           | 1           | -      | 1     |
| Holandia          | 1           | -      | 1     |
| Wielka Brytania   | 1           | -      | 1     |
| Razem             | 50          | 10     | 60    |

## Następstwa
Katastrofę lotu Tarom 371 przedstawiono w 6 odcinku 19 sezonu serialu „Katastrofa w przestworzach” pt. Zabójcze wznoszenie.